# Wappen der Seychellen

Wappen der Seychellen

Das Wappen der Republik Seychellen ist ein naturalistisches. 
Beschreibung: Das geteilte Wappen zeigt oben einen blauen Himmel mit vier weißen Wolken. Unten steht auf einem grünen aufgebogenen Schildfuß eine Seychellenpalme (Lodoicea maldivica), welche die Coco de Mer als Früchte trägt und zu deren Fuß eine Aldabra-Riesenschildkröte (Geochelone gigantea) steht. In der Ferne ragen zwei Inseln aus dem blauen Meer und ein Schiff mit weißen Segeln steuert auf diese zu. Auf dem oberen Schildrand ein rechtsgedrehter Krötenkopfhelm mit blau-rot geteilten silbernen Helmdecken. Über einer blau-rot-silbernen Helmwulst, auf der ein blaues Band mit weißen Wellenstreifen weht, fliegt ein Weißschwanz-Tropikvogel (phaeton lepturus). 
Schildhalter sind zwei weiße Indopazifische Fächerfische (Istiophorus platyperus). 
Unter dem Schild befindet sich ein weißes Band mit roter Rückseite auf dem der Wahlspruch in schwarzen Majuskeln der Seychellen steht: Finis Coronat Opus (Latein für Der Schluss krönt das Werk).